# Google Page Creator
Google Page Creator là một công cụ để tạo ra các trang web và cho phép lưu trữ các trang đó trên máy chủ của Google. Nó là tập hợp các công cụ cơ bản dựa trên web để thiết kế web, không yêu cầu phải có kiến thức về HTML. Trong quá trình phát triển, tên mã của nó là Trogdor, tham khảo đến trang web Homestar Runner nổi tiếng. Vào tháng 8 năm 2008, Googlepages đã có hơn 3 triệu người dùng dựa trên bảng chỉ mục của Google. Hiện tại Google không chấp nhận người dùng đăng ký mới cho dịch vụ Page Creator, thay vào đó khuyến khích người dùng sử dụng dịch vụ Google Sites.